# 山本裕典
山本 裕典（やまもと ゆうすけ、1988年1月19日 - ）は、日本の俳優、タレント、実業家、YouTuber、DJ、ホスト。別名、DJ Y2（ディージェイ ワイツー）。愛知県豊川市出身。福岡県福岡市の芸能事務所「ワイツー」に所属。
2017年3月まではエヴァーグリーン・エンタテイメントに所属していた。第18回ジュノン・スーパーボーイ・コンテスト準グランプリ&フォトジェニック賞（読者投票1位）。

## 略歴
小学生のころは滝沢秀明らジャニーズ事務所のアイドルに憧れていた。高校卒業まではサッカーやバレーボールなどスポーツに明け暮れる普通の学生生活を送る。就職も決まっていたが、母親の「目指していたんじゃないの？」という言葉と雑誌を渡されたことをきっかけに芸能界への憧れが再燃し、2005年に開催された第18回ジュノン・スーパーボーイ・コンテストに応募。準グランプリ&フォトジェニック賞（読者投票1位）を受賞する。家族からは大反対されたが、父親からの後押しがあり、芸能界入りを決める。上京後、挨拶回りを行ったりオーディションを受け続け、2006年に特撮番組『仮面ライダーカブト』で、神代剣／仮面ライダーサソード役でドラマ初出演し、俳優デビューを果たす。
2007年、TBS昼ドラマ『マイフェアボーイ』で昼ドラマ初出演。同年10月からはフジテレビ系バラエティ『ジャンプ!○○中』にレギュラー出演。その中でもジャンプ!逃走中では二度目の逃走成功を果たした初の人物。二度の逃走成功により、合計171万円を獲得している。2010年4月 - 6月放送のTBSドラマ『タンブリング』ではゴールデンタイムのドラマで初めて主演を務めた。2011年7月からは『桜蘭高校ホスト部』で川口春奈と共にW主演を務める。
2013年、日本歯科医師会が主催する賞「ベストスマイル・オブ・ザ・イヤー2013」の著名人部門を受賞。2014年5月3日、岩手県西磐井郡平泉町で開催された「藤原まつり 源義経公東下り行列」で源義経役を務めた。2015年8月2日、所属事務所のイベント「Ever Green Entertainment Show 2015 vol.4」で初めて舞台の演出を手掛ける。
一方、週刊誌に女性スキャンダルを取り上げられることがたびたびあり、所属事務所エヴァーグリーン・エンタテイメントとのマネージメント業務委託契約の内容に違反したことを理由に、2017年3月21日付で同事務所とのマネージメント契約を終了。契約解除の理由については、「法的な問題を起こしたわけではない」とされている。後述の芸能界復帰後に、山本からも当時の解雇の経緯について答えており、事務所社長から「今は何もしてないけど、この先また何かするかもしれない。番組が飛んだり、人様に迷惑をかけることになったときにうちの会社ではちょっと支えきれない」と告げられたという。
契約終了後、副業として飲食店を経営していると2017年5月23日発売の『女性自身』のインタビューで答えている。
2018年、お台場・青海J地区特設会場で開催された『SANCTUARY2018』から「Y2」名義でDJ活動を開始。同年6月に福岡県福岡市に本社を置く芸能プロダクション・ワイツーに所属し、翌7月に公式サイトを開設。同年12月20日に公式サイトおよびSNS上にて俳優活動再開を発表した。
2019年1月にLINE LIVEでの生配信で芸能活動を再始動し、『極楽とんぼKAKERUTV』（AbemaTV）で活動再開後初のテレビ出演。翌2月には復帰後初CMとなるリブマックス「ホテル」篇に出演。同年3月の舞台『となりのホールスター』にて俳優活動を再開。映画『TOKYO24』のスピンオフとして制作された2020年公開映画『Revive by TOKYO24』で寺西優真、ギュリとともにトリプル主演を務める。
2020年夏放送のTOKYO MX『彼が僕に恋した理由』で、芸能活動再始動後初の連続ドラマ出演が決まり、当初は寺西優真とのダブル主演と発表され、7年ぶりの連続ドラマ主演となる予定だった。しかし、新型コロナウイルス感染症流行による緊急事態宣言下でパチンコ店を訪れていたことが週刊誌に取り上げられたことを受けて主演を辞退している。
同年7月10日、新型コロナウイルスへの感染を公表した。前月末から7月にかけて出演していた舞台『THE★JINRO イケメン人狼アイドルは誰だ！！―』での共演者が新型コロナウイルス感染症を発症。それを受けて山本もPCR検査を受けたところ陽性反応が確認された。同舞台では、関係者に感染が相次ぎ、全観覧者約800人が濃厚接触者に指定されるなど、クラスターの事態となった。山本は、17日に退院した。このクラスターを巡る東京スポーツ新聞社の記事で名誉を傷つけられたとして、山本は同社と記事を配信したヤフーに損害賠償を求め提訴した。2023年3月29日、東京地方裁判所は、記事はクラスターの原因が山本にあったことを暗に示したが、山本は感染対策を含む舞台運営に関与しておらず、真実とは認められないと指摘。東京地裁は、東京スポーツに対し165万円の支払いを命じた。

## 人物
豊川市立一宮西部小学校、豊川市立一宮中学校、愛知県立豊川工業高等学校卒業。
趣味はゴルフ、スポーツ観戦、映画・音楽鑑賞。特技はサッカー、器械体操。50メートル走では5.9秒という記録をもつ。喫煙者。『ROOKIES』に出演していたが、野球はほぼ未経験で学校の授業でやった程度。
取得資格はガス溶接作業者、アーク溶接作業者、旋盤技能検定、情報技術検定3級、英検3級、計算技術検定3級。愛称は「ユッケ」・「もっくん」・「ゆうくん」・「ゆうてん」・「ぼっちゃま」。
中学・高校時代は市原隼人のファンであり、芸能界に入るきっかけにもなっている。他に憧れの芸能人としてSMAPを挙げている。
プロ野球は読売ジャイアンツのファンである。
『仮面ライダーカブト』で共演した水嶋ヒロを兄のように慕っている。また、過去にドラマで共演した三浦翔平、西島隆弘、大東駿介、瀬戸康史たちとも非常に仲が良く、渡辺直美は「親友」だと話す。
芸能活動休止中の2年間は、飲食店を経営しながら生活していたが、芸能界への復帰は自信がなく、意欲もなかった。しかし、Instagramにかつてのファンから「早く戻ってきてください」などのコメントが書かれているのを見て「恥かいても泥水すすっても戻んなきゃいけないのかなって勝手に使命感が芽生えてきた」と芸能界復帰を決意した。

### 親族
父方の祖父母は在日韓国人であったが、結婚当時は差別がきびしく、自分の息子（裕典の父）には在日韓国人であることを隠していて、父方の祖父が亡くなった32歳の時に、裕典は初めて自分のルーツを知ったという。父親は段ボール工場の工場長をつとめた。母の実家は地元で有名な電器屋だった。両親が結婚する時には、母方の祖父母が結婚に大反対したため、両親はできちゃった結婚をして、裕典の姉が誕生したという。

## 受賞歴
2005年
- 第18回ジュノン・スーパーボーイ・コンテスト準グランプリ＆フォトジェニック賞

2013年
- ベストスマイル・オブ・ザ・イヤー2013

## 出演
主演は役名を太字

### テレビドラマ
- 仮面ライダーカブト（2006年6月 - 12月、テレビ朝日） - 神代剣 / 仮面ライダーサソード
- ヒミツの花園（2007年1月 - 3月、関西テレビ） - 立川拓実
- パズル（2007年1月 - 2月、テレビ朝日） - 飯川龍一
- 鬼嫁日記 いい湯だな（2007年4月 - 6月、関西テレビ） - 進藤祐介
- マイフェアボーイ（2007年6月 - 7月、TBS） - 上原優一
- 花ざかりの君たちへ〜イケメン♂パラダイス〜（2007年7月 - 9月、フジテレビ） - 萱島大樹
  - 花ざかりの君たちへ〜イケメン♂パラダイス〜 卒業式&7と1/2（ななとにぶんのいち）話スペシャル（2008年10月12日、フジテレビ）
- 医龍-Team Medical Dragon-2 第2、3話 （2007年10月、フジテレビ） - 西沢翔太
- パズル（2008年4月 - 6月、テレビ朝日） - 今村真一
- 太陽と海の教室（2008年7月 - 9月、フジテレビ） - 川辺英二
- お台場探偵羞恥心 ヘキサゴン殺人事件（2008年8月6日、フジテレビ）- 本人
- チチ、カエル。〜ボクとオカマの夏休み〜（2008年10月6日、フジテレビ）-  主演
- RESCUE〜特別高度救助隊（2009年1月 - 3月、TBS） - 不動雅志
- アタシんちの男子（2009年4月 - 6月、フジテレビ） - 大蔵優
- 任侠ヘルパー（2009年7月 - 9月、フジテレビ） - 和泉零次
  - 任侠ヘルパースペシャル（2011年1月9日、フジテレビ）
- 輪廻の雨（2010年1月4日、フジテレビ） - 三上孝平
- しぇいけんBABY!（2010年1月3日、フジテレビ） - 小田垣ヒロシ
- 4夜連続ドラマ 卒うた第3夜「奏」（2010年3月3日、フジテレビ） - 三木泰樹
- タンブリング（2010年4月 - 6月、TBS） - 東航
- 新春ドラマスペシャル2011 味いちもんめ（2011年1月8日、テレビ朝日） - 安達信太郎[43]
  - ドラマスペシャル2013 味いちもんめ（2013年5月11日、テレビ朝日）
- 世にも奇妙な物語 21世紀 21年目の特別編「通算」（2011年5月14日、フジテレビ） - 西田哲
- 桜蘭高校ホスト部（2011年7月 - 9月、TBS） - 須王環
- TBS開局60周年記念企画 南極大陸（2011年10月 - 12月、TBS） - 犬塚夏男
- 白戸修の事件簿 第8話（2012年3月16日、TBS） - 須王環
- もう一度君に、プロポーズ（2012年4月 - 6月、TBS） - 谷村裕樹
- GTO（2012年7月 - 9月、関西テレビ） - 冴島俊行
  - GTO 秋も鬼暴れスペシャル（2012年10月2日）
  - GTO 正月スペシャル! 冬休みも熱血授業だ（2013年1月2日）
  - GTO 完結編 〜さらば鬼塚! 卒業スペシャル〜（2013年4月2日）
  - GTO TAIWAN（2014年3月 -、GTV総合）[44]
  - GTO （第2期）（2014年7月 - 9月）
- あぽやん〜走る国際空港（2013年1月 - 3月、TBS） - 枝元久雄
- カウンターのふたり シーズン2 第16話「オニオンスープと二人の男」（2013年2月15日、TwellV） - 平井諒太
- ダブル・ミーニング Yes or No?（2013年3月1日、関西テレビ） - 大曾根学
- お天気お姉さん 第5話（2013年5月10日、テレビ朝日） - 巡査
- ラスト♡シンデレラ 第6・7話（2013年5月16・23日、フジテレビ） - 将臣[45]
- 山田くんと7人の魔女（2013年8月10日 - 9月28日、フジテレビ） - 山田竜[46]
- FNS27時間テレビ「約1回目のプロポーズ」第7話 友近のはなし（2013年8月3日、フジテレビ） - アシスタントディレクター[47]
- 水木しげるのゲゲゲの怪談「永仁の壺」（2013年8月31日、フジテレビ）- 園田史郎
- 特集ドラマ「生きたい たすけたい」（2014年3月11日、NHK総合）- 小泉誠
- SMOKING GUN〜決定的証拠〜 第6・7話（2014年5月14・21日、フジテレビ） - 宮本優
- 黒服物語（2014年10月24日 - 12月12日、テレビ朝日） - 原田巧[48]
- 私たちがプロポーズされないのには、101の理由があってだな 第1・16話（2014年11月4日・2015年2月24日、LaLa TV） - 翔
- このミステリーがすごい! ベストセラー作家からの挑戦状「黒いパンテル」（2014年12月29日、TBS） - 戸倉
- 五つ星ツーリスト〜最高の旅、ご案内します!!〜（2015年1月 - 3月、読売テレビ） - 佐竹一郎[8]
- 鈴木光司 リアルホラー「檜」（2015年3月29日、BSフジ） - 名波啓二
- 昔話法廷 第3話「白雪姫」裁判（2015年8月12日、NHK Eテレ） - 検察官 霧島翔
- 結婚式の前日に（2015年10月 - 12月、TBS） - 前原翔太
- 臨床犯罪学者 火村英生の推理 第6・7話（2016年2月21日・28日、日本テレビ） - 六人部四朗
- スペシャリスト 第9話（2016年3月10日、テレビ朝日） - 小池智英
- 刑事7人 第2シリーズ 最終話（2016年9月14日、テレビ朝日） - 山崎晃
- 模倣犯（2016年9月21・22日、テレビ東京） - 栗橋浩美[49]
- 石川五右衛門 第4話（2016年11月4日、テレビ東京） - 山中権八
- 不機嫌な果実スペシャル〜3年目の浮気〜（2017年1月、テレビ朝日） - 相馬宏人[50]
- 金曜ロードSHOW!特別ドラマ企画 北風と太陽の法廷（2017年3月17日、日本テレビ） - 原正治
- 彼が僕に恋した理由（2020年8月9日 - 8月30日、TOKYO MX） - 赤城真澄[27]
  - 彼が僕に恋した理由 年末スペシャル（2020年12月28日）
  - 彼が僕に恋した理由 シーズン2（2021年4月9日 - 6月11日）

### 映画
- 劇場版 仮面ライダーカブト GOD SPEED LOVE（2006年、東映） - 仮面ライダーサソード（声の出演）
- Wanna be FREE!東京ガール（2006年8月12日、ボルテージ） - リンの弟
- ハンサム★スーツ（2008年11月、アスミック・エース） - 大沢勇気
- ROOKIES -卒業-（2009年5月、東宝）- 赤星奨志
- MW-ムウ-（2009年7月4日、ギャガ） - 溝畑智史
- 大洗にも星はふるなり（2009年11月、日活）- 松山
- 矢島美容室 THE MOVIE 〜夢をつかまネバダ〜（2010年4月、松竹） - マイケル
- きな子〜見習い警察犬の物語〜（2010年8月、松竹） - 田代渉
- Paradise Kiss（2011年6月4日、ワーナー・ブラザース映画） - 徳森浩行
- 忍たま乱太郎（2011年7月23日、ワーナー・ブラザース映画） - 錫高野与四郎
- 桜蘭高校ホスト部（2012年3月17日） - 須王環
- 貞子3D（2012年5月12日、角川映画） - 柏田清司[51]
  - 貞子3D2（2013年8月30日） [52]
- コドモ警察（2013年3月20日）- 大人のエナメル（※友情出演）
- RETURN ハードバージョン（2013年） - ウノ
- 悼む人（2015年2月14日、東映） - 福埜怜司
- 五つ星ツーリスト THE MOVIE 〜究極の京都旅、ご案内します!!〜（2015年3月27日、第7回沖縄国際映画祭上映作品） - 佐竹一郎
- 東京PRウーマン（2015年8月22日、BS-TBS） - 草壁亮平[53]
- ガールズ・ステップ（2015年9月12日、東映） - 大久保慶太[54]

### 配信ドラマ
- RETURN（2013年2月14日 - 全8話、UULA） - ウノ
- ハング（2014年9月20日 - 全4話、dビデオ powered by BeeTV） - 斉藤直哉[36]
- 欲望の町（2023年、U-NEXT独占配信） - 清水涼（元ホスト、鮫島の舎弟）
- 愛のハイエナ
- CONNECT 覇者への道（2025年6月25日 - 、U-NEXT） - 宗像組組員 沢村竜一 役[55]

### オリジナルビデオ
- Revive by TOKYO24（2020年5月2日、オデッサ・エンタテインメント） - 後藤晴彦[26]
- 仁義もクソもありゃしねえ!（2021年） - 立花
- CONNECT 覇者への道1・2・3・4・5・6（2024年） - 宗像組組員 沢村竜一（元・暴走族リーダー）

### 舞台
- 闇の門（2006年2月9日 - 13日）
- WaT Entertainment Show 2006 Vol.4 ACT"do"LIVE（2006年3月3日 - 12日）
- SAKURA（2006年4月13日 - 17日）
- 闇の門（2007年10月18日 - 22日）
- 躾（2009年7月9日 - 26日）
- パッチギ!（2009年12月4日 - 23日、新国立劇場中劇場） - 松山康介[56]
- Ever Green Entertainment Show 2010（2010年7月26日、大阪なんばHatch / 27日、名古屋ダイアモンドクラブ / 28日 - 29日、品川プリンスホテルステラボール）[57]
- 彩の国シェイクスピア・シリーズ
  - 第23弾『じゃじゃ馬馴らし』（2010年10月14日 - 30日、彩の国さいたま芸術劇場 / 11月5日 - 7日、梅田芸術劇場シアター・ドラマシティ / 11月12日 - 17日、北九州芸術劇場） - ルーセンショー[58]
  - 第26弾『トロイラスとクレシダ』（2012年8月17日 - 9月2日、彩の国さいたま芸術劇場） - トロイラス[59]
- パレード（2012年1月16日 - 29日、天王洲 銀河劇場 / 2月4日 - 5日、梅田芸術劇場シアター・ドラマシティ） - 杉本良介[60]
- 耳なし芳一（2013年4月13日 - 4月21日、神奈川芸術劇場） -  芳一[61]
- 私のホストちゃん（2013年10月25日 - 11月4日、青山劇場） - 霧都[62]
- 地球ゴージャスプロデュース公演 Vol.13「クザリアーナの翼」（2014年1月8日 - 2月20日、赤坂ACTシアター / 2月26日 - 3月1日、愛知県芸術劇場 / 3月7日 - 12日、キャナルシティ劇場 / 3月18日 - 31日、梅田芸術劇場） - ギゼル大佐[63]
- TAKE FIVE（2015年5月13日 - 21日、赤坂ACTシアター / 5月28日 - 31日、梅田芸術劇場メインホール） - 岩月迅
  - TAKE FIVE2（2016年5月4日 - 25日、赤坂ACTシアター） - 岩月迅[64]
- ツチノコの嫁入り（2015年9月17日 - 27日、CBGKシブゲキ!!） - 天ちゃん
- 夜の姉妹（2015年12月、品川プリンスホテル クラブeX、近鉄アート館） - アレクサンドル・デュマ[65]
- 鱈々（2016年10月7日 - 30日、天王洲 銀河劇場 / 11月6日、上田サントミューゼ / 11月8日、塩尻レザンホール大ホール / 11月12日 - 15日、新歌舞伎座 / 11月22日、鹿児島市文化ホール第2ホール / 11月26日 - 27日、キャナルシティ劇場 / 11月29日、静岡市清水文化会館マリナート大ホール） - キーム[66]
- となりのホールスター（2019年3月、サンモールスタジオ） - 犬飼[25]
- マイ・バケットリスト Season5（2019年8月9日 - 19日、浅草花劇場） - カング[注 2][67]
- マイ・バケットリスト Season6（2019年11月8日 - 14日、浅草花劇場） - カング[注 2][68]
- まわれ!無敵のマーダーケース（2019年12月20日 - 25日、恵比寿・エコー劇場）[69]
- カレイドスコープ 〜私を殺した人は無罪のまま〜（2020年2月20日 - 3月1日、新宿Face） - 伊藤健一
- 新感覚!スペクタクルステージ『THE★JINRO』－イケメン人狼アイドルは誰だ!!－（2020年6月30日 - 7月5日、新宿シアターモリエール） - 赤松正義[70]
- 時分自間旅行2021（2021年12月4日 - 12日、新宿シアターサンモール） - 主演
- 劇団プレステージ第17回本公演「Have a good time?（再々演）」（2022年3月2日 - 7日、シアター・アルファ東京）- ライト
- スペーストラベロイド(2023年7月19日 - 23日、シアターグリーン BIG TREE THEATER）- 玉地
- ろくでなしコーラス（2024年3月20日 - 24日、浅草花劇場） - アキラ[71]
- SENTRAL PRODUCE「逆転満塁サヨナラ、またね。」（2024年5月22日 - 26日、シアターグリーン BIG TREE THEATER）[72]
- 水木英昭プロデュース Vol.28 20周年記念公演「虹色唱歌」（2024年10月18日 - 22日、紀伊國屋ホール / 11月3日・4日、近鉄アート館）[73]
- 舞台「Home 2025」（2025年2月21日 - 24日、浅草花劇場） - 山郷祐一[74]

### 吹き替え
- ダレン・シャン（2010年3月19日、東宝東和） - ダレン・シャン〈クリス・マッソグリア〉[38]

### バラエティ
- ジャンプ!○○中 逃走中（2007年10月17日 - 2008年3月19日、フジテレビ）
- 〜ジョーデキ!POP COMPANY〜POP屋（2008年4月7日 - 9月22日、フジテレビ）
- 愛のハイエナ（2023年7月7日 - 、ABEMA）

### PV
- SE7EN「会いたい」（2007年）
- ソナーポケット「線香花火〜8月の約束〜」（2013年）[75]

### CM
- グリコ乳業「カフェオーレ」（2006年）
- レオパレス21「レオパレス21」（2006年）
- 森永製菓「DARS」（2008年）
- 花王「めぐりズム」（2009年 - 2010年）
- カルピス「カルピスソーダ」（2014年）[76]
- ヒュンメル イメージキャラクター（2014年 - ）[77]
- リブマックス
  - 「ホテル」篇（2019年2月）[24]
  - 「リゾート」篇（2019年6月）[78]
  - 「もっと自由な時間を」篇（2024年7月22日 - ）[79]
- M&M「Zリムーバー」（2019年4月）※Web広告
- M&M「Zローション」（2019年6月）※Web広告

### ゲーム
- 仮面ライダーカブト（PlayStation 2、2006年11月30日発売、デジフロイド） - 仮面ライダーサソード、スコルピオワーム
- レイトン教授と奇跡の仮面（ニンテンドー3DS、2011年2月26日発売、レベルファイブ） - ランド・アスコッド
- ロストディメンション（PlayStation 3・PlayStation Vita、2014年8月7日発売、フリュー） - ショウ・カスガイ[80]

### ラジオ
- LiVE MAX presents YUSUKE YAMAMOTO moving on（2019年5月2日 - 、Kiss FM KOBE）[81]

## 書籍

### 写真集
- 初恋寫眞（2007年9月28日、主婦と生活社） ISBN 4391134977
- Secret Vacation（2008年9月5日、主婦と生活社）[82]
- ESCAPE（2011年12月22日、主婦と生活社）

### 小説表紙
- 悪い子はお好き?（著：柏葉さや、2012年1月25日、集英社ピンキー文庫） - カバーモデル